# Santiago Bueras
José Antonio Santiago María Estanislao Bueras y Avaría (Santiago, 7 de mayo de 1786-Maipú, 5 de abril de 1818) fue un militar chileno que se unió en 1810 al naciente ejército chileno y luego luchó en la guerra de la Independencia de Chile. Se le conoce por su actuación durante la campaña de la Patria Vieja entre 1813 y 1814, por haber organizado la guerrilla revolucionaria en Aconcagua en 1816 y su participación en la batalla de Maipú en 1818, en donde es herido de muerte. Debido a su origen campestre, se le dio el apodo de “Huaso Bueras”.

## Biografía

### Familia
Fueron sus padres Francisco Bueras y de la Maza y Josefa de Avaria y Escobar, quienes, además de Santiago, tuvieron cinco hijos más; Juan, María Mercedes Rosa, Francisco, María Dolores y María del Carmen. Su familia poseía tierras en Infiernillo, que en el siglo XIX pertenecía a la zona de Petorca-Aconcagua, actualmente la comuna de Los Vilos.
En 1811 se casó con María Dolores Araya y Cortés, con quien tuvo dos hijas; Trinidad, fallecida de niña, y María Teresa. La última contrajo matrimonio en 1832 con el coronel argentino Lorenzo Luna y Ocampo, dando origen a la familia Luna Bueras en Santiago. El bisnieto de Santiago Buenas, Flavio Arturo Luna Martínez, fue un oficial que participó en la guerra del Pacífico.

### Primeros años
Bueras nació en Santiago el 7 de mayo de 1786, aunque por algunos años fue un asunto discutido su lugar de nacimiento. Los primeros años de su vida los pasó dedicado a las labores del campo en la hacienda de su padre, de lo que tuvo gran afición y por la cual creció de manera corpulenta. Los trabajos que desempeñó en el campo los alternó con el estudio y, al cumplir 12 años, fue matriculado en el Real Colegio Seminario del Santo Ángel de la Guarda en Santiago. Tras cuatro años en aquel establecimiento, en donde estudió materias humanistas, ingresó en 1802 a la Real Universidad de San Felipe. Al año siguiente debió dejar la institución para hacerse cargo de la hacienda de su padre.

### El ejército y la revolución de Chile

#### Patria Vieja
Al producirse la Primera Junta de Gobierno de Chile el 18 de septiembre de 1810, Bueras se hallaba en Santiago por asuntos de negocios, generándole una gran impresión el despliegue militar que se realizó para resguardar la junta gubernativa, lo que lo animó a unirse al bando patriota y también al Ejército de Chile. Fue uno de los primeros voluntarios en incorporarse al recién creado Batallón de Infantería Granaderos de Chile el 2 de diciembre. Considerando su cultura y nivel educacional, se le otorgó el grado de subteniente.
El 1 de abril de 1811 participó en la sofocación del motín de Figueroa, siendo esta acción su bautismo de fuego. Posteriormente, hizo toda la campaña de la Patria Vieja entre 1813 y 1814, a las órdenes del brigadier José Miguel Carrera y del general Bernardo O'Higgins, en los batallones de Granaderos de Chile y Auxiliares de la Patria, distinguiéndose y ganando fama en varios enfrentamientos de este período como la sorpresa de Yerbas Buenas en la madrugada del 27 de abril de 1813. También se destacó en las acciones de El Manzano y Doñihuelo, tras lo cual la junta de gobierno le confirió por sus variados méritos el grado de teniente coronel el 31 de enero de 1814. En el combate de Cucha Cucha el 23 de febrero, aguantó con la guerrilla que comandaba el ataque de fuerzas numéricamente superiores y dio tiempo al coronel Juan Mackenna para que acudiera al lugar y dispersara a los realistas. Durante los preparativos de la defensa de Rancagua, se le encomendó la exploración del sur para vigilar los movimientos enemigos, replegándose en el último momento. Participó en la batalla de Rancagua en octubre, emigrando a Mendoza ante el desastre.

#### Reconquista
En Mendoza Bueras fue comisionado por el general José de San Martín para dirigirse a Chile y organizar guerrillas en el Aconcagua, valiéndose de su conocimiento de todo el valle y su influjo en la gente de la zona, junto a Manuel Rodríguez y otros patriotas comprometidos. Ya en Chile, reclutó guerrilleros entre los hombres de su haciendo y de toda la región, y los equipó y armó con sus propios medios, comenzando luego la misión de hostigar a los realistas.
Bueras fue uno de los promotores del movimiento de 1816, siendo uno de los principales agitadores. En ese mismo año fue tomado preso y conducido a la presencia del gobernador Casimiro Marcó del Pont, aunque no se le pudo comprobar nada de sus actividades, salvo el antecedente de haber sido anteriormente un oficial patriota. Se le envió prisionero al Castillo San José en Valparaíso, en donde compartió celda con otros patriotas chilenos como José Santiago Aldunate.

#### Patria Nueva

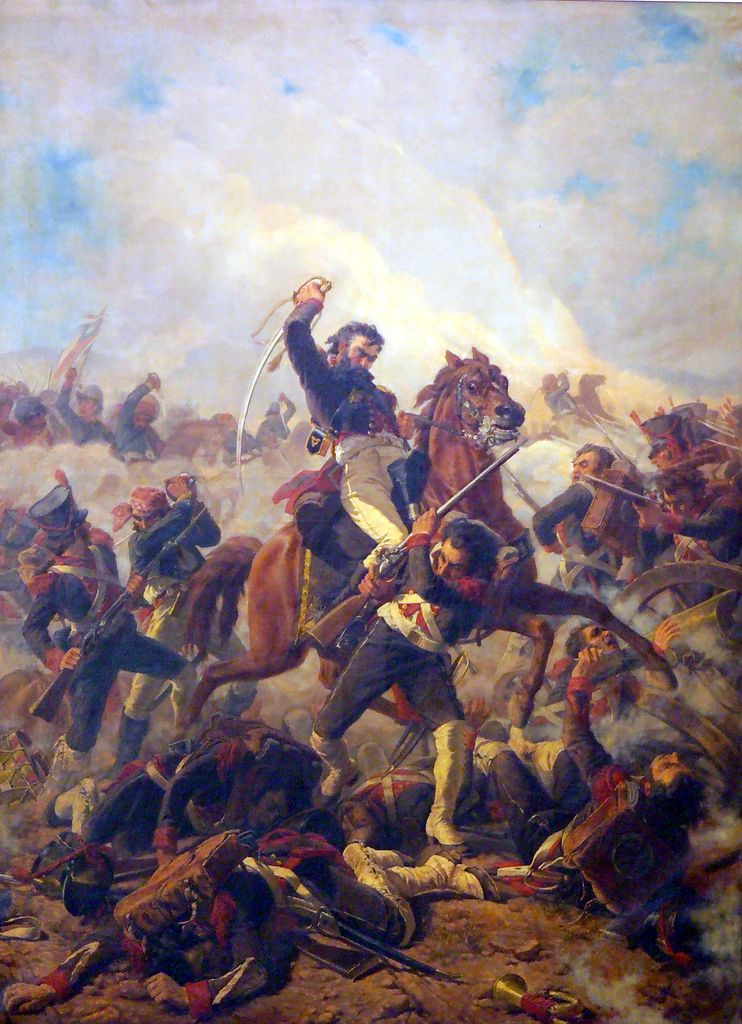
Carga de Bueras en la batalla de Maipú, óleo del pintor Pedro León Carmona (1853-1899)

Bueras se hallaba prisionero en la fragata Victoria, en la rada de Valparaíso, pronto a ser destinado al archipiélago Juan Fernández, cuando se supo en el puerto del triunfo patriota en la batalla de Chacabuco el mismo 12 de febrero de 1817. Con el apoyo de sus compañeros y otros individuos del puerto, logró obtener la libertad, y luego sorprender y tomar el castillo del lugar.
Posteriormente, se incorporó en el Ejército Unido Libertador de Chile con su rango de teniente coronel. El gobierno chileno le encomendó la organización del Batallón Infantes de la Patria, y el 30 de septiembre, fue nombrado comandante del batallón. Participó en la campaña de O'Higgins en el sur, actuando en el sitio de Talcahuano en diciembre y luego en la retirada hacia el norte ante la llegada de refuerzos realistas. Tras esta campaña Bueras pasó de la rama de infantería a la caballería, en los Cazadores a Caballo.
En 1818 participó en la campaña de San Martín para derrotar a los realistas que avanzaban con un ejército a Santiago. En el combate de Quechereguas el 15 de marzo, Bueras salvó al comandante Ramón Freire y a uno de los escuadrones de cazadores de ser aniquilado por una fuerza numéricamente superior de la caballería realista, avanzando por iniciativa personal con el escuadrón que comandaba para protegerlos. Estuvo en la sorpresa de Cancha Rayada el 19 de marzo, en donde logró mantener reunidos unos 100 jinetes de cazadores, quienes, bajo su mando, lograron a punta de sable rescatar a O'Higgins, que se encontraba herido y completamente cercado por las fuerzas realistas. Tras conducir a O'Higgins a un lugar seguro, apoyó la retirada de la división del comandante Juan Gregorio de Las Heras, protegiendo su retaguardia y también ayudando a reunir a los dispersos de la batalla.

##### Muerte en acción

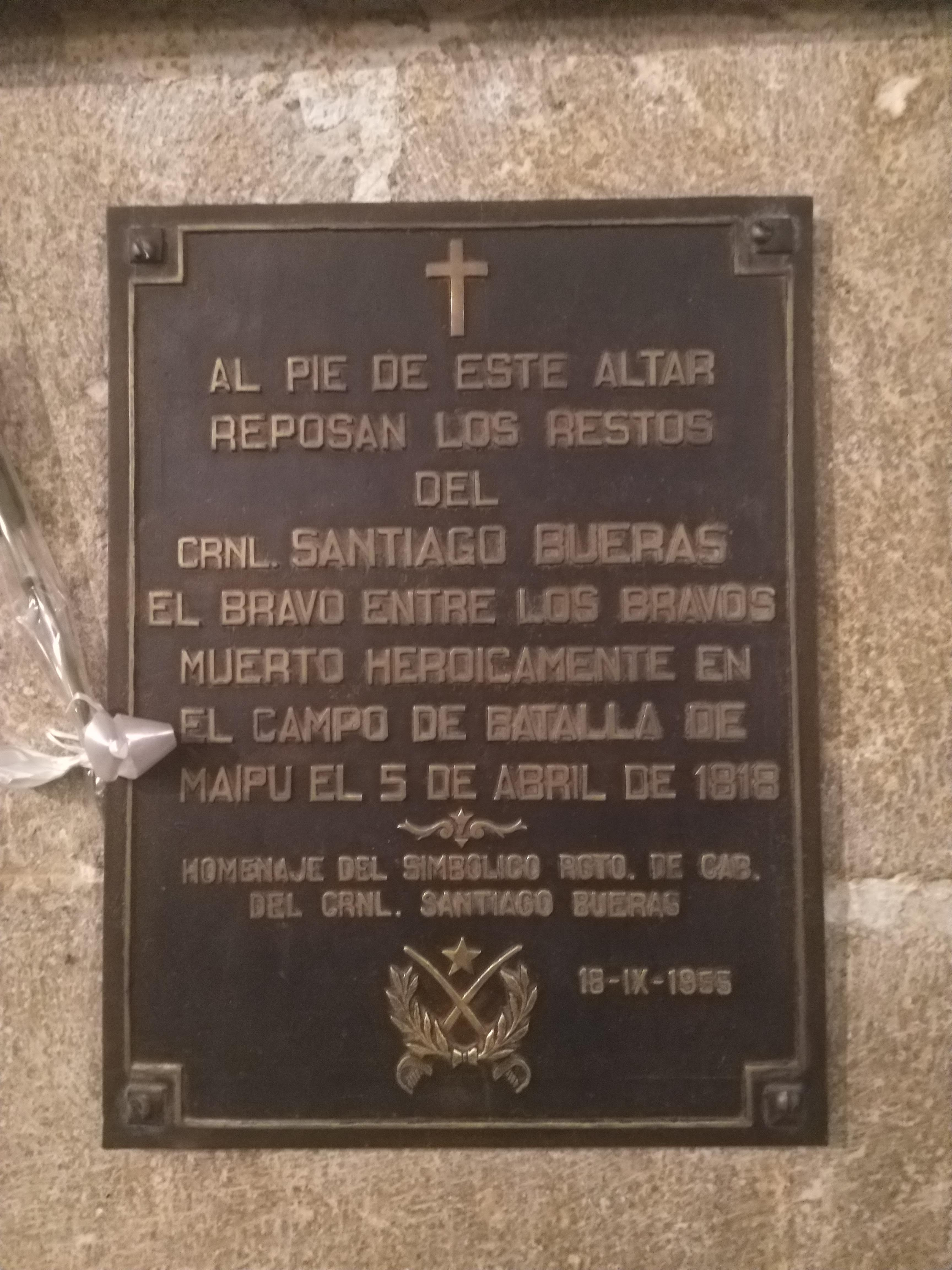
Placa que señala la cripta de Bueras en la Catedral Metropolitana de Santiago

El 5 de abril participó en la decisiva batalla de Maipú, comandando uno de los escuadrones de cazadores, que iban bajo el mando de Freire. En esta batalla cae mortalmente herido por una bala en la cabeza en los últimos momentos del encuentro, cuando su escuadrón cargaba contra el ala derecha de la división del comandante José Ordóñez, convirtiéndose en el jefe de mayor graduación muerto en este enfrentamiento. Una vieja tradición que ha llegado hasta la actualidad, cuenta que en uno de los anteriores y variados encuentros con la caballería realista se le quebró el sable, por lo que para esta batalla portaba dos sables.
Sus restos fueron enterrados en la Catedral Metropolitana de Santiago, con todos los honores militares correspondientes a su rango. La caballería chilena, agradecida con sus hechos de armas, escribió en una piedra recordatoria, en el sitio mismo de su muerte: "Aquí murió por la Patria, en demanda de su libertad".

### Reconocimiento
En 1818, después de la muerte de Bueras, y durante el desarrollo de la actividad corsaria en Chile, Gregorio Cordovez compró un bergantín y lo armó en corso dándole el nombre de Santiago Bueras en su honor.
A Bueras se le considera el padre de la caballería del Ejército de Chile y el 5 de abril se conmemora el Día de la Caballería Blindada, además un regimiento de caballería blindada lleva su nombre en la actualidad. En su honor en la comuna de Maipú una calle, una estación de Metro y el Estadio Municipal llevan su nombre.